# Scherma ai Giochi della IX Olimpiade - Spada a squadre maschile
La competizione della spada a squadre maschile  di scherma ai Giochi della IX Olimpiade si tenne i giorni dal 3 al 5 agosto 1928 presso lo Schermzaal di Amsterdam. 

## Risultati

### 1 Turno
Le prime due squadre classificate di ogni gruppo furono ammesse ai quarti di finale.

#### Gruppo 1
Classifica
| Pos. | Nazione        | Vittorie | VI | SI | Incontri           | Incontri                  | Incontri          | Incontri |
| Pos. | Nazione        | Vittorie | VI | SI | Francia (bandiera) | Cecoslovacchia (bandiera) | Grecia (bandiera) |          |
| ---- | -------------- | -------- | -- | -- | ------------------ | ------------------------- | ----------------- | -------- |
| 1    | Francia        | 2        | 22 | 5  | X                  | 10-1                      | 12-4              |          |
| 2    | Cecoslovacchia | 1        | 11 | 14 | 1-10               | X                         | 10-4              |          |
| 3    | Grecia         | 0        | 8  | 22 | 4-12               | 4-10                      | X                 |          |

Incontri
| Atleti (Vittorie individuali)                                                                                                 | Nazione            | VT | VT | Nazione                   | Atleti (Vittorie individuali)                                                                    |
| --- | ------------------ | -- | -- | ------------------------- | ------------------------------------------------------------------------------------------------ |
| Armand Massard (4), Georges Buchard (3) Émile Cornic (3), René Barbier (2)                                                    | Francia (bandiera) | 12 | 4  | Grecia (bandiera)         | Georgios Ambet (1), Konstantinos Botasis (1) Konstantinos Bembis (1), Tryfon Triantafyllakos (1) |
| Tryfon Triantafyllakos (0), Georgios Ambet (2) Konstantinos Nikolopoulos (0) Konstantinos Botasis (0) Konstantinos Bembis (2) | Grecia (bandiera)  | 4  | 10 | Cecoslovacchia (bandiera) | Martin Harden (1), Josef Jungmann (4) František Kříž (4), Jan Tille (1)                          |
| Georges Buchard (3), Gaston Amson (2) Bernard Schmetz (3), René Barbier (2)                                                   | Francia (bandiera) | 10 | 1  | Cecoslovacchia (bandiera) | Miroslav Beznoska (0), Jan Černohorský (0) František Kříž (1), Jan Tille (0)                     |

#### Gruppo 2
Classifica
| Pos. | Nazione   | Vittorie | VI | SI | Incontri          | Incontri          | Incontri             | Incontri |
| Pos. | Nazione   | Vittorie | VI | SI | Belgio (bandiera) | Spagna (bandiera) | Danimarca (bandiera) |          |
| ---- | --------- | -------- | -- | -- | ----------------- | ----------------- | -------------------- | -------- |
| 1    | Belgio    | 1        | 12 | 4  | X                 | ND                | 12-4                 |          |
| 1    | Spagna    | 1        | 10 | 6  | ND                | X                 | 10-6                 |          |
| 3    | Danimarca | 0        | 10 | 22 | 4-12              | 6-10              | X                    |          |

Incontri
| Atleti (Vittorie individuali)                                                     | Nazione              | VT | VT | Nazione              | Atleti (Vittorie individuali)                                           |
| --------------------------------------------------------------------------------- | -------------------- | -- | -- | -------------------- | ----------------------------------------------------------------------- |
| Balthazar De Beuckelaer (3), Émile Barbier (3) Léon Tom (3), Charles Delporte (3) | Belgio (bandiera)    | 12 | 4  | Danimarca (bandiera) | Ivan Osiier (2), Jens Berthelsen (2) Peter Ryefelt (0), Johan Praem (0) |
| Ivan Osiier (3), Jens Berthelsen (1) Peter Ryefelt (0), Otto Bærentzen (2)        | Danimarca (bandiera) | 6  | 10 | Spagna (bandiera)    | Juan Delgado (4), Domingo García (2) Diego Díez (1), Félix de Pomés (3) |

#### Gruppo 3
Classifica
| Pos. | Nazione   | Vittorie | Incontri          | Incontri             | Incontri        | Incontri |
| Pos. | Nazione   | Vittorie | Italia (bandiera) | Argentina (bandiera) | Cuba (bandiera) |          |
| ---- | --------- | -------- | ----------------- | -------------------- | --------------- | -------- |
| 1    | Italia    | 1        | X                 | ND                   | VF              |          |
| 1    | Argentina | 1        | ND                | X                    | VF              |          |
| 3    | Cuba      | 0        | Ritirata          | Ritirata             | Ritirata        |          |

#### Gruppo 4
Classifica
| Pos. | Nazione     | Vittorie | VI | SI | Incontri              | Incontri               | Incontri          | Incontri |
| Pos. | Nazione     | Vittorie | VI | SI | Portogallo (bandiera) | Paesi Bassi (bandiera) | Svezia (bandiera) |          |
| ---- | ----------- | -------- | -- | -- | --------------------- | ---------------------- | ----------------- | -------- |
| 1    | Portogallo  | 2        | 16 | 15 | X                     | 8-7                    | 8-8 (21-12)       |          |
| 2    | Paesi Bassi | 1        | 15 | 11 | 7-8                   | X                      | 8-3               |          |
| 3    | Svezia      | 0        | 11 | 16 | 8-8 (12-21)           | 3-8                    | X                 |          |

Incontri
| Atleti (Vittorie individuali)                                                     | Nazione               | VT     | VT     | Nazione                | Atleti (Vittorie individuali)                                                             |
| --------------------------------------------------------------------------------- | --------------------- | ------ | ------ | ---------------------- | ----------------------------------------------------------------------------------------- |
| Nils Hellsten (3), Gustaf Dyrssen (3) Gunnar Cederschiöld (1), Bertil Uggla (1)   | Svezia (bandiera)     | 8 (19) | 8 (21) | Portogallo (bandiera)  | Mário de Noronha (2), Henrique da Silveira (2) Jorge de Paiva (2), Paulo Leal (2)         |
| João Sassetti (3), Mário de Noronha (0) Frederico Paredes (2), Paulo Leal (3)     | Portogallo (bandiera) | 8      | 7      | Paesi Bassi (bandiera) | Leonard Kuypers (1), Arie de Jong (2) Henri Wijnoldy-Daniëls (1), Willem Driebergen (3)   |
| Nils Hellsten (0), Gustaf Dyrssen (1) Gunnar Cederschiöld (2), Sidney Stranne (0) | Svezia (bandiera)     | 3      | 8      | Paesi Bassi (bandiera) | Henri Wijnoldy-Daniëls (3), Willem Driebergen (2) Arie de Jong (2), Alfred Labouchere (1) |

#### Gruppo 5
Classifica
| Pos. | Nazione       | Vittorie | VI | SI | Incontri            | Incontri            | Incontri                 | Incontri |
| Pos. | Nazione       | Vittorie | VI | SI | Svizzera (bandiera) | Norvegia (bandiera) | Gran Bretagna (bandiera) |          |
| ---- | ------------- | -------- | -- | -- | ------------------- | ------------------- | ------------------------ | -------- |
| 1    | Svizzera      | 1        | 20 | 11 | X                   | 6-10                | 14-1                     |          |
| 2    | Norvegia      | 1        | 16 | 15 | 10-6                | X                   | 6-9                      |          |
| 3    | Gran Bretagna | 1        | 10 | 20 | 1-14                | 9-6                 | X                        |          |

Incontri
| Atleti (Vittorie individuali)                                                      | Nazione                  | VT | VT | Nazione                  | Atleti (Vittorie individuali)                                                    |
| ---------------------------------------------------------------------------------- | ------------------------ | -- | -- | ------------------------ | -------------------------------------------------------------------------------- |
| Henri Jacquet (1), Édouard Fitting (3) Paul de Graffenried (1), Eugène Empeyta (1) | Svizzera (bandiera)      | 6  | 10 | Norvegia (bandiera)      | Raoul Heide (3), Jacob Bergsland (2) Frithjof Lorentzen (2), Sigurd Akre-Aas (3) |
| Charles Biscoe (3), Bertie Childs (2) David Drury (3), Martin Holt (1)             | Gran Bretagna (bandiera) | 9  | 6  | Norvegia (bandiera)      | Raoul Heide (3), Jacob Bergsland (0) Frithjof Lorentzen (1), Sigurd Akre-Aas (2) |
| Henri Jacquet (3), Édouard Fitting (4) Frédéric Fitting (4), Eugène Empeyta (3)    | Svizzera (bandiera)      | 14 | 1  | Gran Bretagna (bandiera) | Charles Biscoe (0), Bertie Childs (0) David Drury (0), Martin Holt (1)           |

#### Gruppo 6
Classifica
| Pos. | Nazione     | Vittorie | VI | SI | Incontri               | Incontri          | Incontri            | Incontri |
| Pos. | Nazione     | Vittorie | VI | SI | Stati Uniti (bandiera) | Egitto (bandiera) | Ungheria (bandiera) |          |
| ---- | ----------- | -------- | -- | -- | ---------------------- | ----------------- | ------------------- | -------- |
| 1    | Stati Uniti | 2        | 20 | 12 | X                      | 9-7               | 11-5                |          |
| 2    | Egitto      | 1        | 15 | 16 | 7-9                    | X                 | 8-7                 |          |
| 3    | Ungheria    | 0        | 12 | 19 | 5-11                   | 7-8               | X                   |          |

Incontri
| Atleti (Vittorie individuali)                                               | Nazione                | VT | VT | Nazione                | Atleti (Vittorie individuali)                                            |
| --------------------------------------------------------------------------- | ---------------------- | -- | -- | ---------------------- | ------------------------------------------------------------------------ |
| József Rády (2), Albert Bógathy (1) Ottó Hátszeghy (0), János Hajdú (2)     | Ungheria (bandiera)    | 5  | 11 | Stati Uniti (bandiera) | Arthur Lyon (3), George Calnan (4) Allan Milner (3), Harold Rayner (1)   |
| Arthur Lyon (1), George Calnan (4) Allan Milner (3), Henry Breckinridge (1) | Stati Uniti (bandiera) | 9  | 7  | Egitto (bandiera)      | Saul Moyal (2), Mohamed Charaoui (3) Elie Adda (2), Salvator Cicurel (0) |
| József Rády (2), Albert Bógathy (0) György Piller (2), János Hajdú (3)      | Ungheria (bandiera)    | 7  | 8  | Egitto (bandiera)      | Saul Moyal (2), Mohamed Charaoui (0) Elie Adda (3), Salvator Cicurel (3) |

#### Gruppo 7
Classifica
| Pos. | Nazione   | Vittorie | VI | SI | Incontri            | Incontri           | Incontri             | Incontri |
| Pos. | Nazione   | Vittorie | VI | SI | Germania (bandiera) | Romania (bandiera) | Finlandia (bandiera) |          |
| ---- | --------- | -------- | -- | -- | ------------------- | ------------------ | -------------------- | -------- |
| 1    | Germania  | 2        | 9  | 7  | X                   | 9-7                | VF                   |          |
| 2    | Romania   | 1        | 7  | 9  | 7-9                 | X                  | VF                   |          |
| 3    | Finlandia | 0        | 0  | 0  | Ritirata            | Ritirata           | Ritirata             |          |

Incontri
| Atleti (Vittorie individuali)                                                | Nazione            | VT | VT | Nazione             | Atleti (Vittorie individuali)                                               |
| ---------------------------------------------------------------------------- | ------------------ | -- | -- | ------------------- | --------------------------------------------------------------------------- |
| Răzvan Penescu (2), Dan Gheorghiu (3) Gheorghe Caranfil (1), Ion Rudeanu (1) | Romania (bandiera) | 7  | 9  | Germania (bandiera) | Fritz Gazzera (1), Theodor Fischer (1) Hans Halberstadt (4), Fritz Jack (3) |

### Quarti di finale
Le prime due squadre classificate di ogni gruppo furono ammesse alle semifinali.

#### Gruppo 1
Classifica
| Pos. | Nazione        | Vittorie | VI | SI | Incontri          | Incontri                  | Incontri           | Incontri |
| Pos. | Nazione        | Vittorie | VI | SI | Belgio (bandiera) | Cecoslovacchia (bandiera) | Romania (bandiera) |          |
| ---- | -------------- | -------- | -- | -- | ----------------- | ------------------------- | ------------------ | -------- |
| 1    | Belgio         | 2        | 20 | 11 | X                 | 11-5                      | 9-6                |          |
| 2    | Cecoslovacchia | 1        | 15 | 17 | 5-11              | X                         | 10-6               |          |
| 3    | Romania        | 0        | 12 | 19 | 6-9               | 6-10                      | X                  |          |
| 4    | Argentina      | 0        | 0  | 0  | Ritirata          | Ritirata                  | Ritirata           |          |

Incontri
| Atleti (Vittorie individuali)                                                          | Nazione                   | VT | VT | Nazione                   | Atleti (Vittorie individuali)                                                    |
| -------------------------------------------------------------------------------------- | ------------------------- | -- | -- | ------------------------- | -------------------------------------------------------------------------------- |
| Georges Dambois (4), Charles Debeur (2) Émile Barbier (3), Balthazar De Beuckelaer (2) | Belgio (bandiera)         | 11 | 5  | Cecoslovacchia (bandiera) | Josef Jungmann (1), Jan Černohorský (3) Miroslav Beznoska (1), Martin Harden (0) |
| Miroslav Beznoska (3), Jan Černohorský (3) Josef Jungmann (2), František Kříž (2)      | Cecoslovacchia (bandiera) | 10 | 6  | Romania (bandiera)        | Răzvan Penescu (2), Mihai Savu (2) Gheorghe Caranfil (2), Ion Rudeanu (0)        |
| Georges Dambois (2), Charles Debeur (2) Léon Tom (3), Charles Delporte (2)             | Belgio (bandiera)         | 9  | 6  | Romania (bandiera)        | Răzvan Penescu (1), Mihai Savu (4) Dan Gheorghiu (1), Gheorghe Caranfil (0)      |

#### Gruppo 2
Classifica
| Pos. | Nazione  | Vittorie | Pari | VI | SI | Incontri          | Incontri          | Incontri          | Incontri            |
| Pos. | Nazione  | Vittorie | Pari | VI | SI | Italia (bandiera) | Spagna (bandiera) | Egitto (bandiera) | Germania (bandiera) |
| ---- | -------- | -------- | ---- | -- | -- | ----------------- | ----------------- | ----------------- | ------------------- |
| 1    | Italia   | 3        | 0    | 34 | 13 | X                 | 12-4              | 11-5              | 11-4                |
| 2    | Spagna   | 1        | 1    | 21 | 26 | 4-12              | X                 | 9-6               | 8-8                 |
| 3    | Egitto   | 1        | 0    | 20 | 26 | 5-11              | 6-9               | X                 | 9-6                 |
| 4    | Germania | 0        | 1    | 18 | 28 | 4-11              | 8-8               | 6-9               | X                   |

Incontri
| Atleti (Vittorie individuali)                                                                 | Nazione             | VT     | VT     | Nazione             | Atleti (Vittorie individuali)                                               |
| --------------------------------------------------------------------------------------------- | ------------------- | ------ | ------ | ------------------- | --------------------------------------------------------------------------- |
| Carlo Agostoni (4), Renzo Minoli (2) Giulio Basletta (4), Marcello Bertinetti (1)             | Italia (bandiera)   | 11     | 4      | Germania (bandiera) | Fritz Gazzera (1), Theodor Fischer (1) Hans Halberstadt (1), Fritz Jack (1) |
| Juan Delgado (3), Domingo García (2) Diego Díez (2), Félix de Pomés (2)                       | Spagna (bandiera)   | 9      | 6      | Egitto (bandiera)   | Saul Moyal (3), Mohamed Charaoui (1) Elie Adda (2), Salvator Cicurel (0)    |
| Giancarlo Cornaggia-Medici (4), Renzo Minoli (2) Franco Riccardi (2), Marcello Bertinetti (4) | Italia (bandiera)   | 12     | 4      | Spagna (bandiera)   | Juan Delgado (1), Domingo García (2) Diego Díez (1), Félix de Pomés (0)     |
| Fritz Gazzera (2), Hans Halberstadt (3) Theodor Fischer (1), Fritz Jack (0)                   | Germania (bandiera) | 6      | 9      | Egitto (bandiera)   | Saul Moyal (3), Joseph Misrahi (1) Elie Adda (2), Salvator Cicurel (3)      |
| Carlo Agostoni (2), Renzo Minoli (4) Giancarlo Cornaggia-Medici (4), Franco Riccardi (1)      | Italia (bandiera)   | 11     | 5      | Egitto (bandiera)   | Saul Moyal (1), Joseph Misrahi (2) Elie Adda (1), Salvator Cicurel (1)      |
| Fritz Gazzera (3), Hans Halberstadt (1) Theodor Fischer (2), Fritz Jack (2)                   | Germania (bandiera) | 8 (21) | 8 (21) | Spagna (bandiera)   | Juan Delgado (4), Domingo García (1) Diego Díez (3), Félix de Pomés (0)     |

#### Gruppo 3
Classifica
| Pos. | Nazione     | Vittorie | VI | SI | Incontri           | Incontri               | Incontri            | Incontri |
| Pos. | Nazione     | Vittorie | VI | SI | Francia (bandiera) | Paesi Bassi (bandiera) | Svizzera (bandiera) |          |
| ---- | ----------- | -------- | -- | -- | ------------------ | ---------------------- | ------------------- | -------- |
| 1    | Francia     | 2        | 22 | 9  | X                  | 13-3                   | 9-6                 |          |
| 2    | Paesi Bassi | 1        | 13 | 19 | 3-13               | X                      | 10-6                |          |
| 3    | Svizzera    | 0        | 12 | 19 | 6-9                | 6-10                   | X                   |          |

Incontri
| Atleti (Vittorie individuali)                                                   | Nazione             | VT | VT | Nazione                | Atleti (Vittorie individuali)                                                                             |
| ------------------------------------------------------------------------------- | ------------------- | -- | -- | ---------------------- | --- |
| Georges Buchard (3), Gaston Amson (1) Armand Massard (3), René Barbier (2)      | Francia (bandiera)  | 9  | 6  | Svizzera (bandiera)    | Édouard Fitting (2), Frédéric Fitting (3) John Albaret (0), Paul de Graffenried (1)                       |
| Henri Jacquet (1), Édouard Fitting (2) Frédéric Fitting (1), Eugène Empeyta (2) | Svizzera (bandiera) | 6  | 10 | Paesi Bassi (bandiera) | Henri Wijnoldy-Daniëls (3), Willem Driebergen (3) Arie de Jong (3), Karel, Jonkheer van den Brandeler (1) |
| Bernard Schmetz (3), Émile Cornic (3) Gaston Amson (3), Armand Massard (4)      | Francia (bandiera)  | 13 | 3  | Paesi Bassi (bandiera) | Willem Driebergen (2), Leonard Kuypers (0) Arie de Jong (0), Alfred Labouchere (1)                        |

#### Gruppo 4
Classifica
| Pos. | Nazione     | Vittorie | VI | SI | Incontri              | Incontri               | Incontri            | Incontri |
| Pos. | Nazione     | Vittorie | VI | SI | Portogallo (bandiera) | Stati Uniti (bandiera) | Norvegia (bandiera) |          |
| ---- | ----------- | -------- | -- | -- | --------------------- | ---------------------- | ------------------- | -------- |
| 1    | Portogallo  | 2        | 18 | 9  | X                     | 8-7                    | 10-2                |          |
| 2    | Stati Uniti | 1        | 15 | 15 | 7-8                   | X                      | 8-7                 |          |
| 3    | Norvegia    | 0        | 9  | 18 | 2-10                  | 7-8                    | X                   |          |

Incontri
| Atleti (Vittorie individuali)                                                         | Nazione                | VT | VT | Nazione                | Atleti (Vittorie individuali)                                                    |
| ------------------------------------------------------------------------------------- | ---------------------- | -- | -- | ---------------------- | -------------------------------------------------------------------------------- |
| João Sassetti (3), Frederico Paredes (2) Henrique da Silveira (2), Jorge de Paiva (1) | Portogallo (bandiera)  | 8  | 7  | Stati Uniti (bandiera) | Arthur Lyon (0), George Calnan (3) Allan Milner (1), Henry Breckinridge (3)      |
| George Calnan (3), Allan Milner (2) Harold Rayner (3), Henry Breckinridge (0)         | Stati Uniti (bandiera) | 8  | 7  | Norvegia (bandiera)    | Raoul Heide (2), Jacob Bergsland (1) Frithjof Lorentzen (2), Sigurd Akre-Aas (2) |
| João Sassetti (2), Frederico Paredes (3) Henrique da Silveira (2), Paulo Leal (3)     | Portogallo (bandiera)  | 10 | 2  | Norvegia (bandiera)    | Raoul Heide (0), Jacob Bergsland (1) Frithjof Lorentzen (0), Sigurd Akre-Aas (1) |

### Semifinali
Le prime due squadre classificate di ogni gruppo furono ammesse al girone finale.

#### Gruppo 1
Classifica
| Pos. | Nazione     | Vittorie | VI | SI | Incontri           | Incontri          | Incontri               | Incontri          |
| Pos. | Nazione     | Vittorie | VI | SI | Francia (bandiera) | Belgio (bandiera) | Stati Uniti (bandiera) | Spagna (bandiera) |
| ---- | ----------- | -------- | -- | -- | ------------------ | ----------------- | ---------------------- | ----------------- |
| 1    | Francia     | 3        | 29 | 14 | X                  | 8-6               | 9-4                    | 12-4              |
| 2    | Belgio      | 2        | 23 | 16 | 6-8                | X                 | 7-2                    | 10-6              |
| 3    | Stati Uniti | 1        | 15 | 23 | 4-9                | 2-7               | X                      | 9-7               |
| 4    | Spagna      | 0        | 17 | 31 | 4-12               | 6-10              | 7-9                    | X                 |

Incontri
| Atleti (Vittorie individuali)                                                     | Nazione            | VT | VT | Nazione                | Atleti (Vittorie individuali)                                                 |
| --------------------------------------------------------------------------------- | ------------------ | -- | -- | ---------------------- | ----------------------------------------------------------------------------- |
| Georges Dambois (0), Charles Debeur (3) Léon Tom (2), Charles Delporte (1)        | Belgio (bandiera)  | 6  | 8  | Francia (bandiera)     | Armand Massard (3), Émile Cornic (0) Georges Buchard (3), Bernard Schmetz (2) |
| Juan Delgado (1), Domingo García (1) Diego Díez (3), Félix de Pomés (2)           | Spagna (bandiera)  | 7  | 9  | Stati Uniti (bandiera) | George Calnan (4), Allan Milner (2) Harold Rayner (2), Henry Breckinridge (1) |
| Balthazar De Beuckelaer (2), Émile Barbier (3) Léon Tom (3), Charles Delporte (2) | Belgio (bandiera)  | 10 | 6  | Spagna (bandiera)      | Juan Delgado (0), Domingo García (3) Diego Díez (3), Félix de Pomés (0)       |
| Gaston Amson (3), Bernard Schmetz (3) Émile Cornic (1), Georges Buchard (2)       | Francia (bandiera) | 9  | 4  | Stati Uniti (bandiera) | Arthur Lyon (1), George Calnan (2) Allan Milner (1), Harold Rayner (0)        |
| Balthazar De Beuckelaer (2), Émile Barbier (1) Léon Tom (3), Charles Delporte (1) | Belgio (bandiera)  | 7  | 2  | Stati Uniti (bandiera) | Arthur Lyon (0), George Calnan (1) Allan Milner (1), Harold Rayner (0)        |
| Armand Massard (2), René Barbier (4) Bernard Schmetz (3), Georges Buchard (3)     | Francia (bandiera) | 12 | 4  | Spagna (bandiera)      | Domingo García (1), Diego Díez (2) Félix de Pomés (1), Francisco González (0) |

#### Gruppo 2
Classifica
| Pos. | Nazione        | Vittorie | VI | SI | Incontri          | Incontri              | Incontri                  | Incontri               |
| Pos. | Nazione        | Vittorie | VI | SI | Italia (bandiera) | Portogallo (bandiera) | Cecoslovacchia (bandiera) | Paesi Bassi (bandiera) |
| ---- | -------------- | -------- | -- | -- | ----------------- | --------------------- | ------------------------- | ---------------------- |
| 1    | Italia         | 3        | 33 | 14 | X                 | 10-6                  | 13-2                      | 10-6                   |
| 2    | Portogallo     | 2        | 24 | 17 | 6-10              | X                     | 10-0                      | 8-7                    |
| 3    | Cecoslovacchia | 1        | 10 | 30 | 2-13              | 0-10                  | X                         | 8-7                    |
| 4    | Paesi Bassi    | 0        | 20 | 26 | 6-10              | 7-8                   | 7-8                       | X                      |

Incontri
| Atleti (Vittorie individuali)                                                             | Nazione                   | VT | VT | Nazione                   | Atleti (Vittorie individuali)                                                                      |
| ----------------------------------------------------------------------------------------- | ------------------------- | -- | -- | ------------------------- | -------------------------------------------------------------------------------------------------- |
| Franco Riccardi (2), Renzo Minoli (4) Carlo Agostoni (3), Marcello Bertinetti (1)         | Italia (bandiera)         | 10 | 6  | Portogallo (bandiera)     | João Sassetti (1), Frederico Paredes (0) Henrique da Silveira (2), Paulo Leal (3)                  |
| Miroslav Beznoska (2), Jan Černohorský (2) Josef Jungmann (2), František Kříž (2)         | Cecoslovacchia (bandiera) | 8  | 7  | Paesi Bassi (bandiera)    | Leonard Kuypers (0), Arie de Jong (3) Henri Wijnoldy-Daniëls (2), Willem Driebergen (2)            |
| Franco Riccardi (3), Renzo Minoli (4) Giancarlo Cornaggia-Medici (3), Giulio Basletta (3) | Italia (bandiera)         | 13 | 2  | Cecoslovacchia (bandiera) | Miroslav Beznoska (2), Martin Harden (0) Josef Jungmann (0), Jan Tille (0)                         |
| Mário de Noronha (3), Frederico Paredes (2) Jorge de Paiva (1), Paulo Leal (2)            | Portogallo (bandiera)     | 8  | 7  | Paesi Bassi (bandiera)    | Jonkheer van den Brandeler (0), Arie de Jong (2) Henri Wijnoldy-Daniëls (2), Willem Driebergen (3) |
| Carlo Agostoni (3), Franco Riccardi (3) Giulio Basletta (2), Marcello Bertinetti (2)      | Italia (bandiera)         | 10 | 6  | Paesi Bassi (bandiera)    | Alfred Labouchere (0), Willem Driebergen (2) Leonard Kuypers (2), Jonkheer van den Brandeler (2)   |
| João Sassetti (3), Mário de Noronha (3) Henrique da Silveira (2), Paulo Leal (2)          | Portogallo (bandiera)     | 10 | 0  | Cecoslovacchia (bandiera) | Miroslav Beznoska (0), Jan Černohorský (0) Josef Jungmann (0), František Kříž (0)                  |

### Girone Finale
Classifica
| Pos.    | Nazione    | Vittorie | VI | SI | Incontri          | Incontri           | Incontri              | Incontri          |
| Pos.    | Nazione    | Vittorie | VI | SI | Italia (bandiera) | Francia (bandiera) | Portogallo (bandiera) | Belgio (bandiera) |
| ------- | ---------- | -------- | -- | -- | ----------------- | ------------------ | --------------------- | ----------------- |
| Oro     | Italia     | 3        | 28 | 19 | X                 | 9-7                | 9-6                   | 10-6              |
| Argento | Francia    | 2        | 24 | 22 | 7-9               | X                  | 9-7                   | 8-6               |
| Bronzo  | Portogallo | 1        | 21 | 26 | 6-9               | 7-9                | X                     | 8-8 (21-20)       |
|         | Belgio     | 0        | 20 | 26 | 6-10              | 6-8                | 8-8 (20-21)           | X                 |

Incontri
| Atleti (Vittorie individuali)                                                        | Nazione               | VT     | VT     | Nazione            | Atleti (Vittorie individuali)                                                            |
| ------------------------------------------------------------------------------------ | --------------------- | ------ | ------ | ------------------ | ---------------------------------------------------------------------------------------- |
| Mário de Noronha (1), Frederico Paredes (2) Henrique da Silveira (2), Paulo Leal (2) | Portogallo (bandiera) | 7      | 9      | Francia (bandiera) | René Barbier (3), Armand Massard (1) Georges Buchard (4), Bernard Schmetz (1)            |
| Balthazar De Beuckelaer (2), Émile Barbier (1) Léon Tom (1), Charles Delporte (2)    | Belgio (bandiera)     | 6      | 10     | Italia (bandiera)  | Franco Riccardi (4), Renzo Minoli (2) Carlo Agostoni (3), Giancarlo Cornaggia-Medici (1) |
| João Sassetti (2), Henrique da Silveira (4) Jorge de Paiva (0), Paulo Leal (2)       | Portogallo (bandiera) | 8 (21) | 8 (20) | Belgio (bandiera)  | Émile Barbier (1), Balthazar De Beuckelaer (2) Charles Delporte (3), Charles Debeur (2)  |
| Armand Massard (1), Émile Cornic (2) Bernard Schmetz (2), Georges Buchard (2)        | Francia (bandiera)    | 7      | 9      | Italia (bandiera)  | Franco Riccardi (4), Renzo Minoli (3) Carlo Agostoni (1), Giancarlo Cornaggia-Medici (1) |
| João Sassetti (1), Frederico Paredes (2) Henrique da Silveira (2), Paulo Leal (1)    | Portogallo (bandiera) | 6      | 9      | Italia (bandiera)  | Franco Riccardi (2), Renzo Minoli (3) Carlo Agostoni (3), Giancarlo Cornaggia-Medici (1) |
| Armand Massard (2), Bernard Schmetz (3) Gaston Amson (0), Georges Buchard (3)        | Francia (bandiera)    | 8      | 6      | Belgio (bandiera)  | Émile Barbier (2), Balthazar De Beuckelaer (1) Charles Delporte (1), Charles Debeur (2)  |